# Dimal
Dimal (auch Dimallon, Dimale) war eine antike Stadt im südlichen Illyrien, heutiges Südalbanien. Die Reste der Höhensiedlung, die vom 4. bis 1. Jahrhundert v. Chr. bewohnt war, liegen beim Weiler Krotina in den Hügeln westlich von Berat auf einem bis zu 444 m ü. A. hohen Hügel.

## Lage und Erschließung
Dimal war ein regionales Zentrum im hügeligen Hinterland von Apollonia, das rund 30 Kilometer im Westen liegt. Das hügelige Gebiet rund um Dimal geht im Norden in die Myzeqe-Ebene über, im Osten erhebt sich der Shpirag (1197 m ü. A.). Die Lage erlaubte einen weiten Rundblick insbesondere nach Westen und Norden, gemäß Praschniker „bis zum Meere“. Der südliche Zweig der Via Egnatia führte unweit an Dimal vorbei, zudem die Route entlang des Osums ins heutige Südostalbanien.
Der Hügel mit den antiken Resten wird auch Kalaja e Krotinës genannt. Der Weiler Krotina am westlichen Hügelfuß liegt zwischen den Dörfern Allambres im Süden und Cukalat im Norden. Die moderne Kleinstadt Roskovec liegt acht Kilometer Luftlinie im Westen, Ura Vajgurore rund acht Kilometer nordöstlich, Berat rund zwölf Kilometer östlich jenseits des Shpirags.

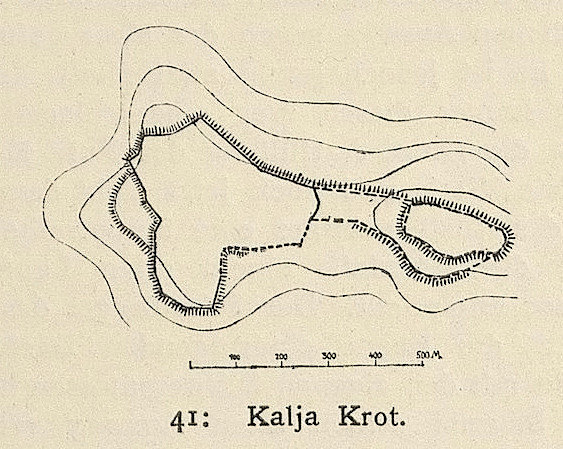
Skizze des Hügels durch Praschniker (1918)

Der Hügel selber fällt im Norden und Süden steil ab, was einer Terrassierung notwendig machte. Neben einem Hügel im Westen erhebt sich ein paar Hundert Meter östlich der Haupthügel.
Der nur über einfache Feldwege erreichbare Fundplatz ist touristisch nicht erschlossen. Abgesehen von der Stadtmauer ist vor Ort kaum etwas zu sehen. Verantwortlich hierfür ist unter anderem die Weiternutzung von antiken Steinen bis in die Neuzeit. Die Akropolis steht unter Schutz, während die restliche Anlage bis heute landwirtschaftlich genutzt wird.

## Geschichte
Eine Besiedlung des Hügels zur Eisenzeit wird diskutiert. Gemäß Michael Heinzelmann und Co-Autoren gibt es hierfür aber keine stichhaltigen Nachweise trotz einiger Einzelfunde aus dieser Zeit. Die frühesten Funde, die auf eine Besiedelung im Bereich der Akropolis schließen lassen, gehen ins 5. Jahrhundert v. Chr. zurück. Eine erste Befestigung mit Türmen auf dem Akropolis-Hügel geht ins 4. oder 3. Jahrhundert v. Chr. zurück.
Die Siedlung wird gemäß Guntram Koch dem illyrischen Stamm der Byllionen, gemäß Bashkim Lahi dem Stamm der Parthiner zugeschrieben. Andere Autoren schreiben, Dimal sei in Nachbarschaft dieser Stämme gelegen. Es war die bedeutendste Siedlung im Hügelgebiet zwischen Osum und Gjallica, sowohl aus wirtschaftlicher wie aus administrativer Sicht, die zudem über eine strategische Bedeutung verfügte.
Eine erste Erwähnung fällt in das Jahr 215 v. Chr.: Während des Ersten Makedonisch-Römischen Krieges schlossen Philipp V. und Hannibal ein Abkommen, in dem die beiden ihr Vorgehen gegen den gemeinsamen Feind Rom koordinieren wollten. Unter anderem war geregelt, dass für den Fall eines Friedensabkommens zwischen den Karthagern und den Römern, Rom nicht die Herrschaft über Kerkyra, Apollonia, Epidamnus, Pharos, Dimale sowie die Gebiete der Parthiner und Atintanier erlangen dürfe. 206 v. Chr. gelang den Römern die Eroberung Dimals nach sieben Tagen Belagerung. Die Stadt ging aber kurz darauf zurück an die Makedonier. 205. v. Chr. ging Dimal zusammen mit Apollonia im geschlossenen Friedensvertrag von Phoinike endgültig an Rom.
Für die Folgezeit ab 200 v. Chr. kann von einer blühenden Handelsstadt ausgegangen werden mit zahlreichen Handwerksbetrieben. Sie profitierte von ihrer strategischen Lage im makedonischen Grenzgebiet, wurde durch eine mächtige Mauer geschützt und entwickelte sich zu einer Polis. Aber bereits im späten 1. Jahrhundert v. Chr. setzte der rasche Niedergang der Stadt ein. Schon um 50 n. Chr. war Dimal wohl bedeutungslos – in den friedlichen Zeiten unter den Römern hatte die strategische Lage kein Gewicht mehr. Funde weisen darauf hin, dass das Haupttor im späten 1. Jahrhundert v. Chr. niederbrannte und danach nicht wiedererrichtet worden ist. Eventuell wurde die Anlage bis inis 3. Jahrhundert n. Chr. noch als Militärstützpunkt genutzt.
In der Spätantike bestand auf der Akropolis erneut eine dicht bebaute Siedlung, die auch eine kleine Kapelle umfasste. Südwestlich außerhalb des antiken Stadtgebietes wurde ein Gebäudekomplex gefunden, der eine Basilika und angebaut ein Baptisterium und weitere Gebäude umfasst. Das Baptisterium dürfte aus dem 5. oder 6. Jahrhundert n. Chr. stammen, die Ursprünge der Kirche dürften etwas älter sein.
Polybios und Livius erwähnten die Stadt Dimallon in ihren Schriften. Bei Ausgrabungen in den 1960er Jahren fanden sich Ziegelstempel, die die Ortsbezeichnung ΔΙΜΑΛΛΑΣ respektive ΔΙΜΑΛ/ΛΙΤΑΝ enthielten und damit eine klare Identifizierung erlaubten. Der Name kann vielleicht durch das Albanische „dy male“ für „zwei Berge“ gedeutet werden.

## Stadtanlage
Die Stadtmauern umschließen eine Fläche von rund 25 Hektar. Das Siedlungsgebiet auf den Hügelkuppen erstreckte sich über eine Länge von 600 Metern. Die Stadt verfügte über zahlreiche öffentliche Bauten, ein ausgebautes Straßensystem, eine Wasserversorgung durch mehrere Brunnen und eine Kanalisation. Die Straßen verliefen jeweils hangabwärts. Gefunden wurden unter anderem ein Tempel, ein Nymphäum, zwei lange Stoas mt Nischen im Hang aus dem 2. oder 1. Jahrhundert v. Chr. und ein Theater. Es umfasste 13 Sitzreihen und war 53 Meter breit. Zwei Platzanlagen – künstlich eingeebnet – dienten wohl als Agora.
Die Stadtmauer, nach der römischen Eroberung weit über das ursprüngliche Gebiet der Akropolis ausgedehnt, wurde durch Steinraub und Erosion in den letzten Jahrzehnten vielerorts abgetragen. Das Haupttor befand sich im Westen, nach Apollonia ausgerichtet. Ein weiteres Tor wird auf der Ostseite der Stadt vermutet. Die schon früh befestigte Akropolis wurde später stark verändert, als unter den Römern das Gelände terrassiert und eingeebnet und die Siedlungsfläche erweitert.
Die Anlage und Bauweise von Stadtmauern und Stoa erinnern stark an Bauten in Apollonia und lassen auf einen engen Austausch zwischen den Städten schließen.
Nekropolen fanden sich auf einem Hügelzug im Südwesten entlang der Straße nach Apollonia und auf einem Hügelzug im Nordwesten. Diejenige im Südwesten ist jüngeren Datums, die im Nordwesten wurde in vorrömischer Zeit (3. Jahrhundert v. Chr.) genutzt und ihre Gräber sind deutlich reicher ausgestattet. Neben Erdgräbern wurden auch Tumuli angelegt.